# 다케마쓰역
다케마쓰역(일본어: 竹松駅)은 일본 나가사키현 오무라시에 위치한 규슈 여객철도 오무라 선의 철도역이다. 상대식 승강장 2면 2선의 구조를 갖춘 지상역이다.

## 이용 현황
| 승차 인원 추이 | 승차 인원 추이 |
| 연도           | 1일 평균       |
| -------------- | -------------- |
| 2000           | 711            |
| 2001           | 843            |
| 2002           | 931            |
| 2003           | 1,007          |
| 2004           | 1,020          |
| 2005           | 1,051          |
| 2006           | 1,100          |
| 2007           |                |
| 2008           |                |
| 2009           |                |
| 2010           | 1,223          |

## 역 주변
- 국도 제34호선 · 국도 제444호선
- 나가사키 자동차도 오무라 나들목
- 오무라 시청 다케마쓰 출장소
- 규슈 신칸센 (나가사키 루트) 신오무라 역 (가칭)
- 일본 육상자위대 다케마쓰 주둔지

## 인접 역
| 큐슈여객철도 오무라 선 | 큐슈여객철도 오무라 선   | 큐슈여객철도 오무라 선          |
| ---------------------- | ------------------------ | ------------------------------- |
| 소노기 하이키 방면     | ■ 쾌속 '시사이드 라이너' | 오무라 이사하야 · 나가사키 방면 |
| 마쓰바라 하이키 방면   | ■ 보통                   | 스와 이사하야 · 나가사키 방면   |